# باري ويتبريد
باري ويتبريد (بالإنجليزية: Barry Whitbread)‏ هو لاعب كرة قدم ومدرب كرة قدم بريطاني في مركز الهجوم، ولد في 1949 في إنجلترا في المملكة المتحدة. شارك مع منتخب إنجلترا لكرة القدم C ‏. أما مع النوادي، فقد لعب مع نادي ألترينتشام ونادي رانكورن هالتون.